# Östads distrikt
Östads distrikt är ett distrikt i Lerums kommun och Västra Götalands län. 
Distriktet ligger norr om Lerum. 

## Tidigare administrativ tillhörighet
Distriktet inrättades 2016 och utgörs av socknen Östad i Lerums kommun
Området motsvarar den omfattning Östads församling hade vid årsskiftet 1999/2000.